# Sosłan Daurow
Sosłan Tamazowicz Daurow (ros. Сослан Тамазович Дауров, biał. Саслан Тамазавіч Даураў; ur. 15 stycznia 1991) – rosyjski i od 2014 roku białoruski zapaśnik walczący w stylu klasycznym. Olimpijczyk z Rio de Janeiro 2016, gdzie zajął piętnaste miejsce w kategorii 59 kg.
Piąty w mistrzostwach świata w 2015. Brązowy medalista mistrzostw Europy w 2017. Trzeci w indywidualnym Pucharze Świata w 2020. Wicemistrz igrzysk europejskich w 2015 i trzeci w 2019. Akademicki wicemistrz świata z 2016 roku. 
Zawodnik Grodzieńskiego Uniwersytetu Państwowego im. Janki Kupały.